# Boca West Open
Il Boca West Open è stato un torneo di tennis facente parte del Grand Prix giocato nel 1984 a Boca West negli Stati Uniti su campi in cemento.

## Albo d'oro

### Singolare
| Anno | Vincitore     | Finalista   | Punteggio |
| ---- | ------------- | ----------- | --------- |
| 1984 | Jimmy Connors | Johan Kriek | 7–5, 6–4  |

### Doppio
| Anno | Vincitori                       | Finalisti                 | Punteggio     |
| ---- | ------------------------------- | ------------------------- | ------------- |
| 1984 | Mark Edmondson Sherwood Stewart | David Dowlen Nduka Odizor | 4–6, 6–1, 6–4 |